# Budihal (P.Naltawad), Muddebihal
Budihal (P.Naltawad) là một làng thuộc tehsil Muddebihal, huyện Bijapur, bang Karnataka, Ấn Độ.